# Río Oirase
El Río Oirase (奥入瀬川 Oirase-gawa?)es un río localizado en la zona este de la Prefectura de Aomoril  en la  Región de Tōhoku al norte de  Japón El río Oriase es el único río que drena al Lago Towada, un gran lago de cráter en la frontera de Aomori y la Prefectura de Akita. Los flujos del río están dirigidos en una dirección generalmente oriental, y este recorre los municipios de Towada, Rokunohe, Oirase y Hachinohe antes de desembocar en el Océano PacíficoLas llegadas superiores del río, forman un escénico gorge con numerosos rápidos y cascadas, además, es una de las atracciones turísticas más importantes del Parque nacional de Towada-Hachimantai. Las llegadas inferiores del río son ampliamente usadas con propósito de irrigación. 
En 1996, el sonido del agua fluyente en el Río Oirase, fue seleccionada por el ministerio del Medio Ambiente, como una de las cien paisajes sonoros de Japón.

## Galería

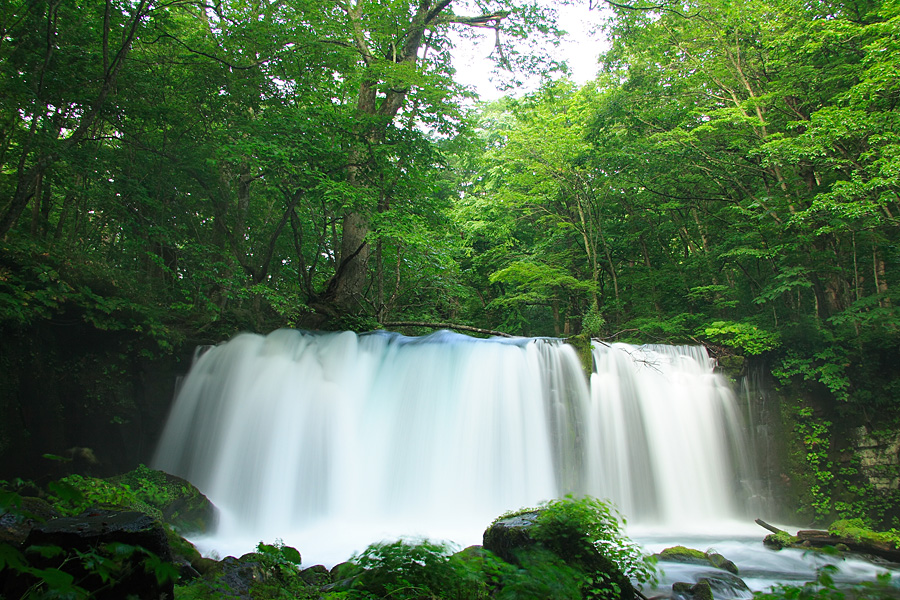
Cascadas Chōshi.
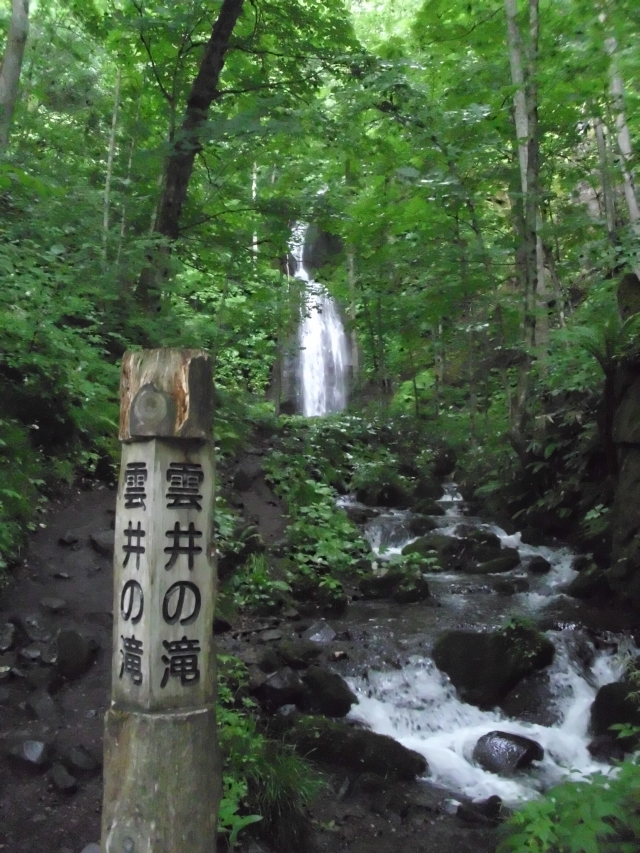
Cascadas Kumoi.
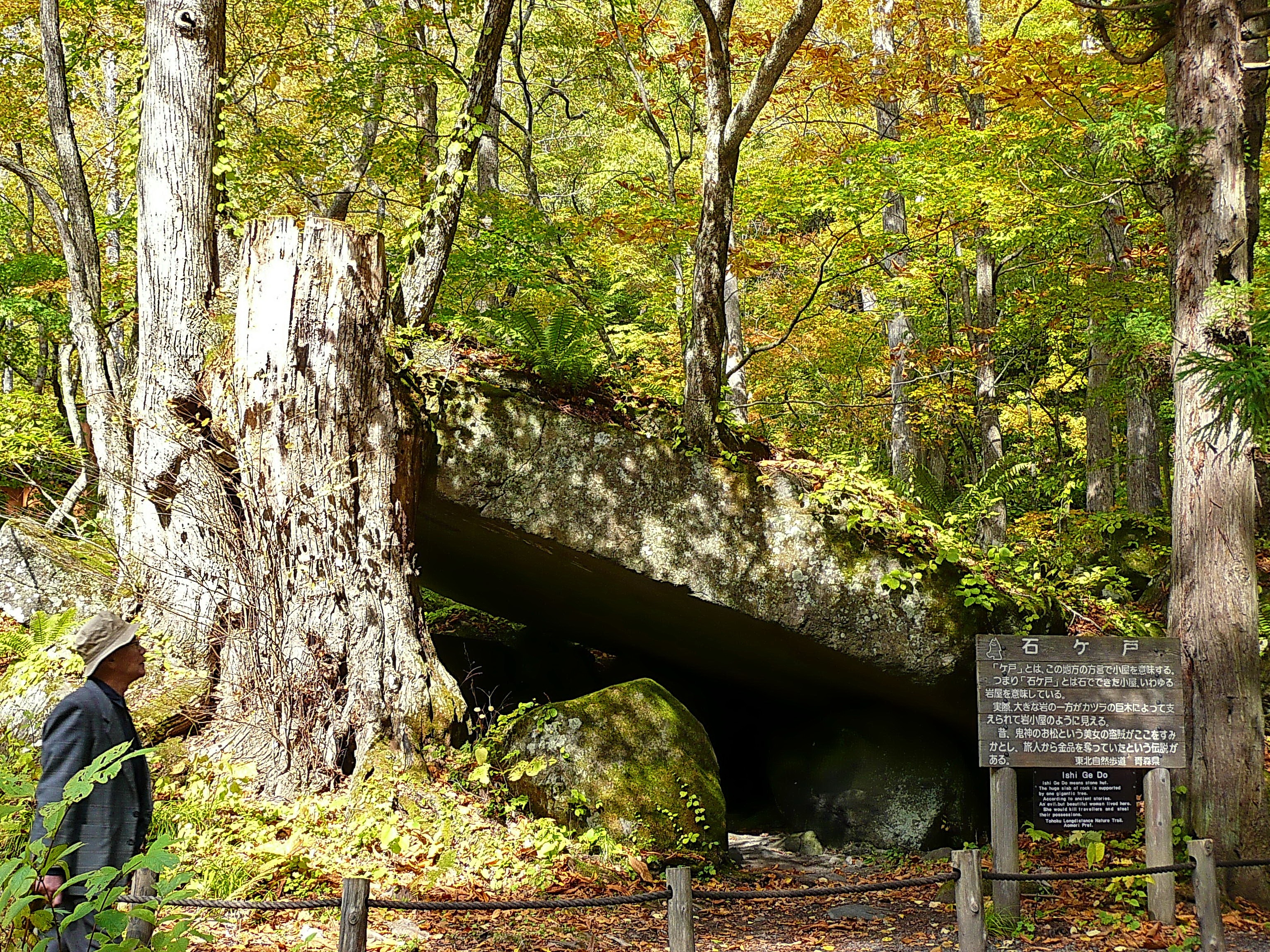
Cueva de rocas en el Río Oirase.
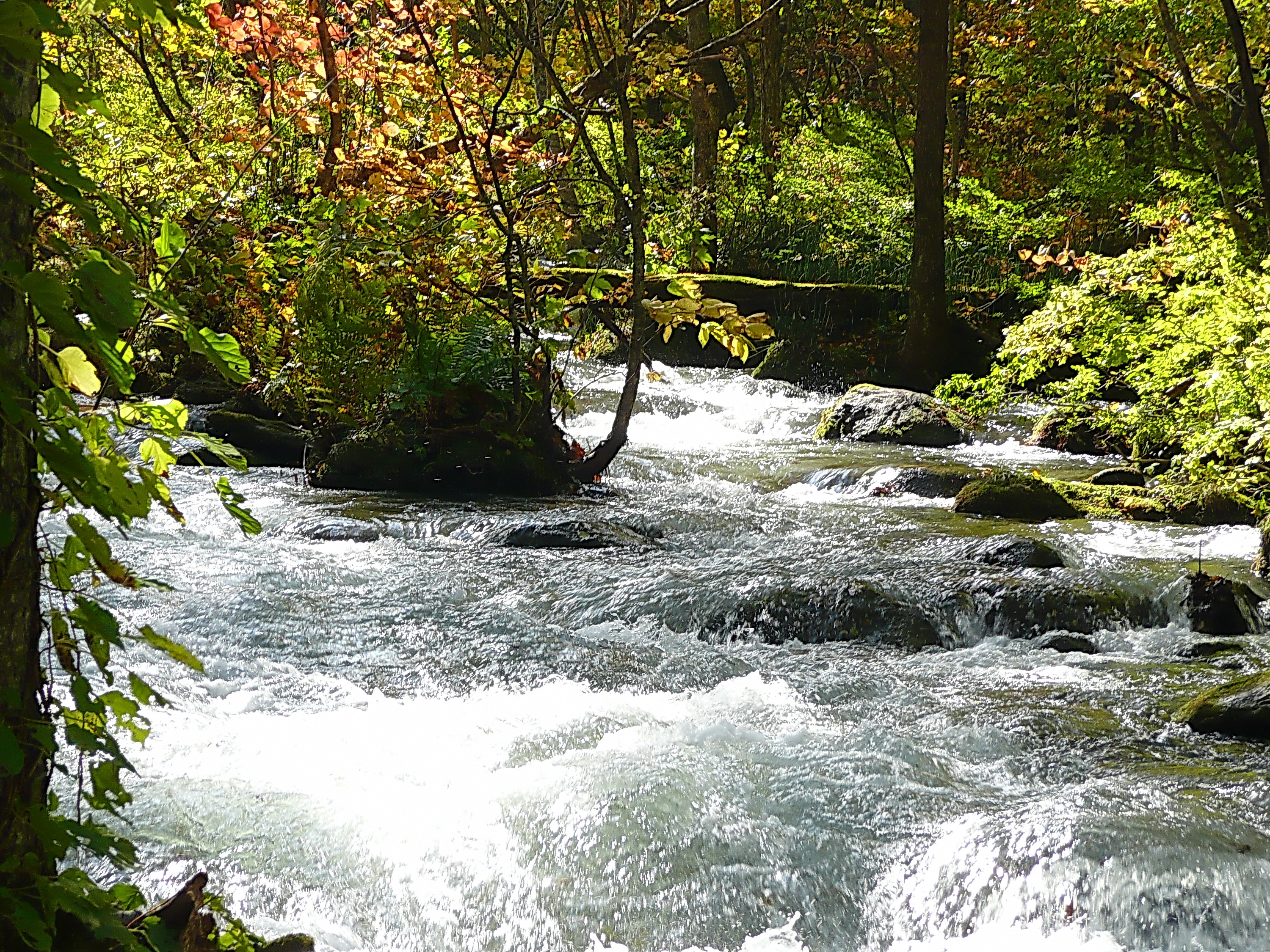
Río Oirase